# Jeri Ryan
Jeri Lynn Ryan, nome artístico de Jeri Lynn Zimmerman, (Munique, 22 de fevereiro de 1968) é uma atriz norte-americana cujo papel de maior sucesso foi o da borg Sete de Nove na telessérie Star Trek: Voyager.

## Biografia

### Infância
Ryan nasceu em Munique, na Alemanha, filha de norte-americanos. Sua mãe, Sharon, uma assistente social e Gerhard Florian "Jerry" Zimmermann, um sargento do exército americano. Tem também um irmão mais velho, Mark. Como filha de militar, Ryan cresceu em bases militares no Kansas, Maryland, Havaí, Georgia e Texas. Aos 11 anos, sua família estabeleceu-se em Paducah, Kentucky. Após sua gradução no colégio, em 1986 (com um National Merit Scholar), Ryan foi para a Nothwestern University, onde ela se tornou membro da fraternidade Alpha Phi, graduando-se em 1990 em Artes Cênicas. Em 1989, Ryan conquistou o prêmio de Miss Illinois e terminou em terceira colocada o concurso de Miss America em 1990.

## Carreira
Ryan foi escalada para um papel em Planes, Trains & Automobiles, no verão anterior ao início da universidade, mas foi cortada da versão final devido a "arruinar cada cena em eu estava" por rir. Após a faculdade, ela buscou atuar em tempo integral em Los Angeles. Ela fez sua estréia em Who's the Boss? e segui como atriz convidada em papéis em séries de televisão como Melrose Place, Matlock e The Sentinel, bem como filmes televisivos como Co-Ed Call Girl.
Ryan chamou a atenção da comunidade de ficção-científica no papel de Juliet Stuart, na série Dark Skies, que foi cancelada na primeira temporada.

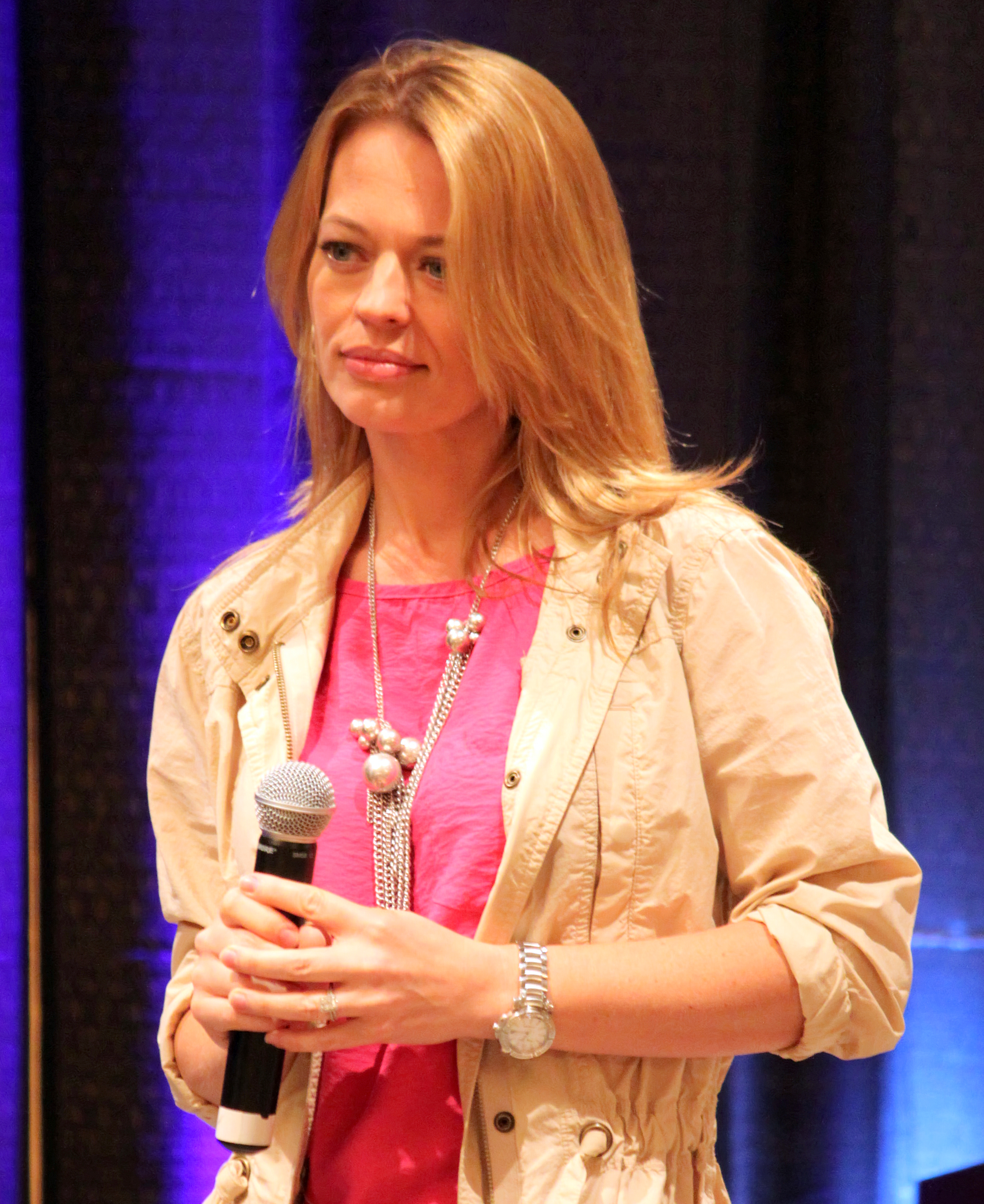
Jeri Ryan em uma Convenção de Star Trek, no Hotel Hilton, em Parsippany, Nova Jersey (2010).

Em 1997, Ryan foi escalada para interpretar Sete de Nove, uma Borg, um zangão livrado da coletividade na séria Star Trek: Voyager. O papel proporcionou fama imediata e seu uniforme colado ao corpo a tornou símbolo sexual da ficção-científica. Sete de Nove tornou-se rapidamente uma das personagens principais em diversos episódios. A atriz Kate Mulgrew, que interpretou a Capitão Janeway, foi ofuscada com a entrada da personagem de Ryan. Rumores de bastidores no início da escalação, durante as renegociações do contrato, Mulgrew sugeriu que a Capitão Janeway fosse morta. Mulgrew negou qualquer rumor de que ela e Ryan não estivessem se dando bem e disse que queria apenas passar mais tempo com suas crianças. A estréia de Ryan no elenco de Voyager coincidiu com os altos níveis das críticas à série, parcialmente atribuída a rivalidade entre Ryan e Mulgrew. Sete de Nove foi capa de sete Guias de TV nos Estados Unidos.
Após o fim de Voyager, em 2001, Ryan juntou-se ao elenco de Boston Public no papel de Ronnie Cooke, uma advogada frustrada que torna-se uma professora de colégio. O produtor, David E. Kelley, escreveu o papel especificamente para ela. O programa foi cancelado em 2004. Ryan recentemente apareceu em filmes como Down With Love. Interpretou Lydia no filme independent Men Cry Bullets, com uma boa crítica por sua atuação.
Interpretou também Charlotte Morgan em The O.C. em 2005 e como atriz convidada em Boston Legal em 2006. Ryan estrelou no drama Shark na rede CBS, interpretando a promotora Jessica Devlin rival de James Woods.
Em 2011 ela interpreta Sônia Blade na web série Mortal Kombat Legacy.

## Vida pessoal
Em 1990, durante um evento de caridade, Jeri Lynn conheceu o banqueiro e futuro candidato Jack Ryan. Casaram-se em 1991 e tiveram um filho, Alex, em 1994. Durante o casamento, suas diversas viagens a trabalho entre Los Angeles e Chicago culminaram no divórcio em 1999. Embora Ryan tenha mencionado (em entrevista para Star Trek), que as frequentes viagens eram ruins para o casamento, mas as verdadeiras razões foram mantidas em segredo.
Cinco anos depois, quando começou a campanha de Jack Ryan ao Senado, o jornal Chicago Tribune e a WLS-TV, a afiliada local da ABC, divulgaram ter os registros do divórcio. Jeri e Jack concordaram em divulgar estes registros, mas não os dados da custódia, dizendo que a sua divulgação poderia ser prejudicial ao seu filho.

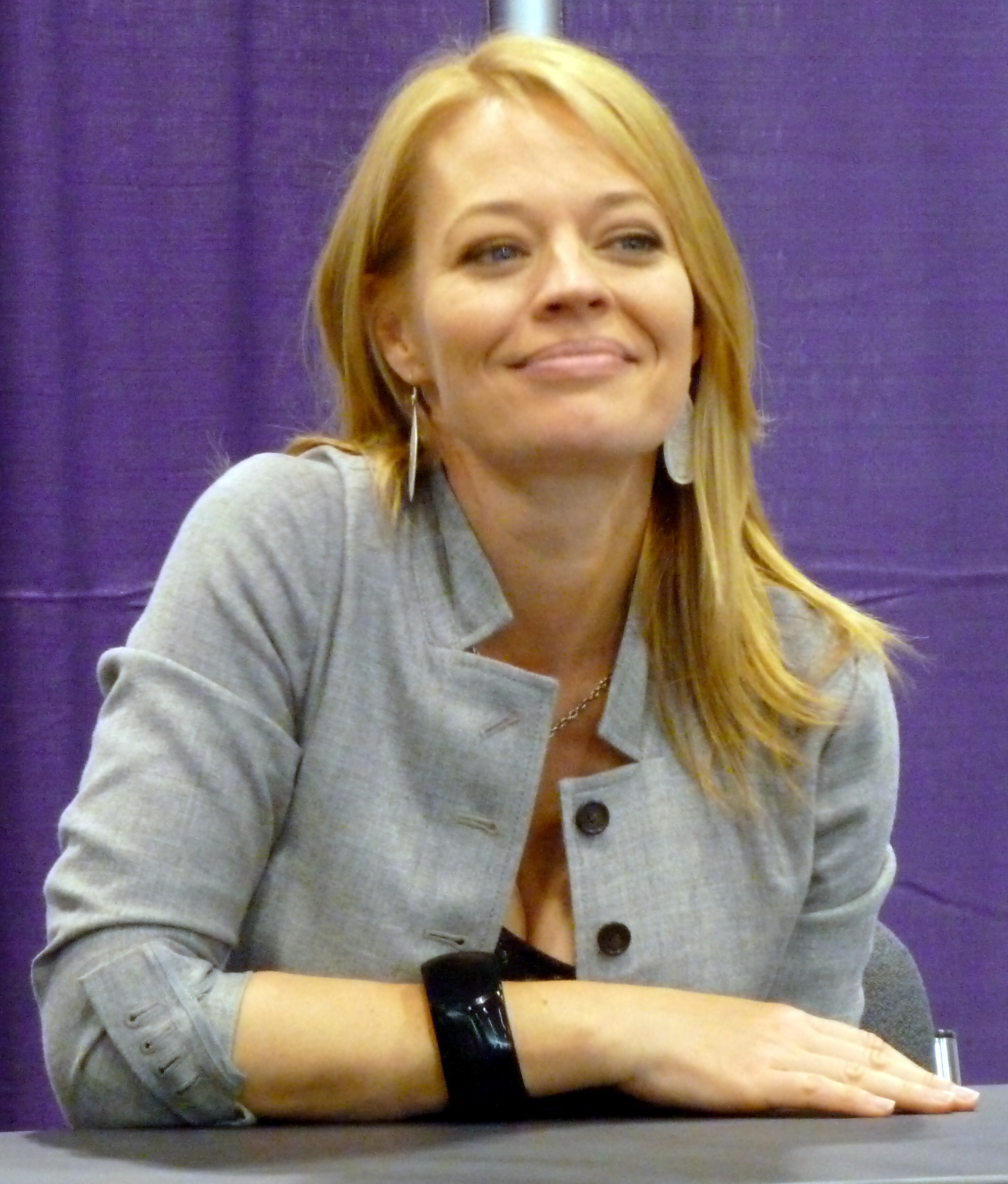
Jeri Ryan no Wizard World Toronto (2012).

Em 22 de Junho de 2004, o juiz Robert Schnider, decidiu liberar os dados da custódia, o que gerou muita controvérsia, pois contrariava a decisão dos pais no melhor interesse da criança. Foi revelado que seis anos antes, Jeri acusou Jack Ryan de pedir a ela que fizessem sexo em público em clubes de sexo explícito. Jeri Ryan descreveu um como "um clube bizarro com jaulas, chicotes e outros instrumentos pendurados no teto." Jack Ryan negou as acusações. Embora Jeri Ryan tenha se recusado a comentar os fatos durante a campanha, Jack Ryan retirou sua candidatura pelo partido republicano.
Durante as últimas temporadas de Star Trek Voyager, Jeri Ryan se envolveu com o produtor da série Brannon Braga.
A vocação de Ryan, como demonstrou em entrevistas é cozinhar. Enquanto atuava em Boston Public, Jeri Ryan cozinhava aos finais de semana no restaurante The House em Los Angeles. Em fevereiro de 2005, ela abriu - em parceria com seu então namorado, o Chef Christophe Émé - o restaurante Ortolan. Localizado na Third Street em Los Angeles, Califórnia, o restaurante serve comida francesa com uma moderna interpretação. Ryan casou-se com Émé no Vale Loire, França em 16 de Junho.
Em 7 de setembro de 2007, Ryan anunciou que estava esperando para Março seu primeiro filho com Émé.

## Filmografia

### Filmes
- Nightmare in Columbia County (1991,TV)
- Men Cry Bullets (1999)
- Disney's The Kid (2000)
- Wes Craven Presents: Dracula 2000 (2000)
- The Last Man (2002)
- Down With Love (2003)
- Mortal Kombat: Rebirth (2010)

### Televisão
- The Flash (1991)
- Just Deserts (1992) (TV)
- In the Line of Duty: Ambush in Waco (1993)
- Matlock: The Fatal Seduction (1993)
- Co-ed Call Girl (1996)
- Pier 66 (1996)
- Dark Skies (1996)
- Star Trek: Voyager (1997-2001)
- Boston Public (2001-2004)
- Two and a Half Men (2 episódios) (2004-2005)
- The O.C. (2005)
- Boston Legal (2 episódios) (2006)
- Shark (2006-presente)
- Leverage (2009)
- Body of Proof (2011)
- Mortal Kombat: Legacy (2011)
- Malibu Stacy (2012)
- Helix (2014)
- Star Trek: Picard (2020)

### Jogos
- Star Trek: Voyager Elite Force (2000)
- Star Trek: Online (2015)

## Prêmios
- 1998 Indicada para o Saturn Award para melhor atriz de televisão do gênero pelo papel em Star Trek: Voyager
- 1999 - Indicada para o Saturn Award para melhor atriz de televisão do gênero pelo papel em Star Trek: Voyager
- 1999 - Venceu o Golden Satellite Award para melhor desempenho por uma atriz numa série de televisão—Drama pelo papel em Star Trek: Voyager
- 2000 - Indicada para o Saturn Award para melhor atriz de televisão do gênero pelo papel em Star Trek: Voyager
- 2001 - Venceu o Saturn Award para melhor atriz coadjuvante na televisão pelo seu papel em Star Trek: Voyager.